# Лыкин, Дмитрий Валерьевич
Дми́трий Вале́рьевич Лы́кин (13 марта 1974, Омск, СССР) — российский стрелок, бронзовый призёр Олимпийских игр. Заслуженный мастер спорта России.

## Карьера
На Олимпийских играх 1996 и 2000 годов Дмитрий занимал 5-е места в стрельбе из пневматической винтовки по движущейся мишени на дистанции 10 метров. На Играх в Афинах он, наконец, сумел выиграть медаль — Лыкин взял бронзу, уступив своему соотечественнику Александру Блинову и немцу Манфреду Курцеру.
Неоднократный чемпион и призёр чемпионатов мира и Европы.

## Образование
Выпускник Сибирского ГУФК.